# Forças de Defesa Navais da Albânia

Insígnia Naval da Marinha da Albânia.

As Forças de Defesa Naval da Albânia (em albanês: Forcat e Mbrojtjes Detare Shqipetare) são o ramo marítimo das Forças Armadas da Albânia. O seu nome foi alterado do que era antes o Comando de Defesa do Litoral do Exército Albanês em 1996.